# La Colonia (Pococí)
La Colonia es el séptimo distrito del cantón de Pococí, en la provincia de Limón, de Costa Rica.

## Historia
La Colonia fue creado el 11 de junio de 2012 por medio de Decreto Ejecutivo N° 24-2012-MGP.
Es el distrito más reciente constituido por Pococí, al ser segregado del distrito Guápiles.

## Ubicación
Está ubicado en la región del Caribe central y limita con los distritos de Rita y Roxana al norte, Jiménez al este y Guápiles al oeste y al sur.
Su cabecera, la villa de San Rafael, está ubicada a 6 km (12 minutos) al noroeste de Guápiles y 68,7 km al noreste de San José la capital de la nación.

## Geografía
La Colonia cuenta con un área de 38,79 km² y una altitud media de 180 m s. n. m.
Es el distrito más pequeño del cantón por superficie.  Presenta un paisaje llano en la totalidad de su territorio.

## Demografía
Para el año 2022, La Colonia cuenta con una población estimada de 10 852 habitantes, y para el último censo efectuado, en 2011, La Colonia contaba con una población de  habitantes.

## Localidades
- Cabecera: San Rafael
- Barrios: Santa Elena.
- Poblados: Brisas del Toro Amarillo, Cascadas, El Altillo, El Bajillo, Javellana, La Embajada, La Victoria, Losilla, Los Lagos, Prado (Parte), San Bosco, San Gabriel, San Juan, San Rafael (cabecera), Santa Elena.

## Educación
Escuela San Rafael, Liceo San Rafael, Escuela Cascadas, Escuela La Excelencia de San Bosco, CINDEA Cascadas.

## Economía
La Colonia, su cabecera, cuenta con servicios de salud y educación. También se ofrecen servicios de entretenimiento en zonas recreativas.
En cuanto al comercio, destaca la venta de alimentos, calzado, ropa y artículos para el hogar.

## Transporte

### Carreteras
Al distrito lo atraviesan las siguientes rutas nacionales de carretera:
- Ruta nacional 247
- Ruta nacional 249
- Ruta nacional 809